# Новоалександровский сельсовет (Оренбургская область)
Новоалександровский сельсовет — муниципальное образование в Бузулукском районе Оренбургской области.
Административный центр — село Новоалександровка.

## Административное устройство
В состав сельского поселения входят 3 населённых пункта:
- село Новоалександровка,
- село Перевозинка,
- село Дмитриевка.

## Достопримечательности
- Обелиск павшим воинам в с. Новоалександровка.
- Обелиск павшим воинам в с. Перевозинка.
- Обелиск павшим воинам в с. Дмитриевка.

## Заслуженные люди
- Пенькова Тамара Ильинична — Герой Социалистического Труда.